# Kenneth Desloovere
Kenneth Desloovere (12 november 1979) is een Belgisch basketbalcoach en voormalig basketballer.

## Carrière
Desloovere speelde in de jeugd van Tigers Evergem en speelde zijn eerste wedstrijden bij de club. Daarna speelde hij twee jaar voor BBC De Pinte. In 2000 werd hij prof bij Union Mons waar hij drie jaar speelde. In 2003 maakte hij de overstap naar Racing Basket Antwerpen waar hij een jaar speelde. Van 2004 tot 2007 speelde hij bij BBC Falco Gent en daarna kort voor Sint-Truidense Basketbal. Van 2007 tot 2008 speelde hij voor De West-Hoek Zwevezele en van 2008 tot 2010 voor Basket SKT Ieper. Daarna was hij tot 2015 speler bij BBC Latem-De Pinte en werd in 2013 coach bij de club eerst als coach van de tweede ploeg. Ook na de fusie in 2019 bleef hij coach. Naast basketbalcoach was Desloovere ook leraar en coach onder meer op het Topsport instituut.
In 2023 tekende hij een contract bij het Duitse BG Göttingen als assistent onder Olivier Foucart.